# Campionato mondiale di hockey su ghiaccio 2013
Il Campionato mondiale di hockey su ghiaccio 2013 è stata la 77ª edizione del massimo campionato di hockey su ghiaccio per nazionali organizzato dalla IIHF.

## I tornei

### Campionato mondiale di hockey su ghiaccio maschile
Il 77° Campionato mondiale di hockey su ghiaccio maschile di gruppo A si è tenuto dal 3 al 19 maggio a Stoccolma ed Helsinki, in Svezia e Finlandia.
I tornei delle divisioni inferiori si sono svolte nelle date e nei luoghi seguenti:
- Prima divisione:
  - Gruppo A: 14-20 aprile a Budapest, Ungheria
  - Gruppo B: 14-20 aprile a Donec'k, Ucraina
- Seconda divisione:
  - Gruppo A: 14-20 aprile a Zagabria, Croazia
  - Gruppo B: 21-27 aprile a İzmit, Turchia
- Terza divisione: 15-21 aprile a Città del Capo, Sudafrica
  - Qualificazione alla Terza divisione: 14-17 ottobre 2012 ad Abu Dhabi, Emirati Arabi Uniti

### Campionato mondiale di hockey su ghiaccio femminile
Il 15° Campionato mondiale di hockey su ghiaccio femminile di gruppo A si è disputato dal 2 al 9 aprile ad Ottawa, in Canada.
Le divisioni inferiori si sono svolte nelle date e nei luoghi seguenti:
- Prima divisione:
  - Gruppo A: 7-13 aprile a Stavanger, Norvegia
  - Gruppo B: 7-13 aprile a Strasburgo, Francia
- Seconda divisione:
  - Gruppo A: 8-14 aprile ad Auckland, Nuova Zelanda
  - Gruppo B: 1-7 aprile a Puigcerdà, Spagna
    - Qualificazione alla Seconda divisione Gruppo B: 7-9 dicembre 2012 a Smirne, Turchia

### Campionato mondiale di hockey su ghiaccio U-20 maschile
Il 37° Campionato mondiale di hockey su ghiaccio U20 maschile di gruppo A si è svolto dal 26 dicembre al 5 gennaio a Ufa, in Russia.
Le divisioni inferiori si sono disputate nelle date e nei luoghi seguenti:
- Prima divisione:
  - Gruppo A: 9-15 dicembre 2012 ad Amiens, Francia
  - Gruppo B: 10-16 dicembre 2012 a Donec'k, Ucraina
- Seconda divisione:
  - Gruppo A: 9-15 dicembre 2012 a Brașov, Romania
  - Gruppo B: 12-18 gennaio a Belgrado, Serbia
- Terza divisione: 14-20 gennaio a Sofia, Bulgaria

### Campionato mondiale di hockey su ghiaccio U-18 maschile
Il 15° Campionato mondiale di hockey su ghiaccio U18 maschile di gruppo A si è svolto dal 18 al 28 aprile a Soči, in Russia.
Le divisioni inferiori si sono disputate nelle date e nei luoghi seguenti:
- Prima divisione:
  - Gruppo A: 7-13 aprile ad Asiago, Italia
  - Gruppo B: 14-20 aprile a Tychy, Polonia
- Seconda divisione:
  - Gruppo A: 31 marzo - 6 aprile a Tallinn, Estonia
  - Gruppo B: 9-15 marzo a Belgrado, Serbia
- Terza divisione:
  - Gruppo A: 11-16 marzo a Taipei, Taiwan
  - Gruppo B: 7-10 febbraio a İzmit, Turchia

### Campionato mondiale di hockey su ghiaccio U-18 femminile
Il 6° Campionato mondiale di hockey su ghiaccio U18 femminile di gruppo A si è tenuto dal 29 dicembre al 5 gennaio a Vierumäki, in Finlandia.
Le divisioni inferiori si sono disputate nelle date e nei luoghi seguenti:
- Prima divisione: 2-8 gennaio a Romanshorn, Svizzera
- Qualificazioni alla Prima divisione: 27 ottobre - 1º novembre 2012 a Dumfries, Regno Unito